# Felelsz vagy mersz (film, 2017)
A Felelsz vagy mersz (eredeti cím: Truth or Dare) 2017-ben bemutatott amerikai televíziós horrorfilm,  melyet Thommy Hutson és Ethan Lawrence forgatókönyvéből Nick Simon rendezett. A főbb szerepekben Cassie Scerbo, Brytni Sarpy, Mason Dye, Harvey Guillen, Luke Baines, Ricardo Hoyos, Alexxis Lemire, Christina Masterson és Heather Langenkamp látható.
A történet szerint nyolc főiskolás halálos Felelsz vagy mersz játékot játszik egy bosszúszomjas démonnal. Csatlakozik hozzájuk egy kilencedik játékos is, aki évtizedekkel korábban már túlélt egy hasonló incidenst.
A SyFy csatornán 2017. október 8-án mutatták be, összességében negatív kritikákat kapott. 

## Cselekmény
Nyolc főiskolás Halloweenkor kibérel egy elhagyatott házat. A mendemondák szerint itt egy bosszúra éhes lélek kísért, mely sok évvel ezelőtt elveszített egy életre-halálra játszott Felelsz vagy mersz játékot. A csapat játszani kezd és eleinte csupán megalázó kérdésekre kell őszinte választ adniuk, majd egyre jobban eldurvul a játék „mersz” része is: önmagukkal és a többiekkel szemben is egyre erőszakosabb tetteket kell végrehajtaniuk, ha nem akarnak meghalni.

## Szereplők
- Cassie Scerbo – Alex Colshis
- Brytni Sarpy – Maddie Sotarez
- Mason Dye – Tyler Pemhart
- Harvey Guillen – Holt Thorne
- Luke Baines – Carter Boyle
- Ricardo Hoyos – Luke Wyler
- Alexxis Lemire – Jessie Havnell
- Christina Masterson – Addison Troy
- Heather Langenkamp – Donna Boone
  - Taylor Lyons – Donna Boone fiatalon
- Jonathan Mercedes – Johnny Milsner

## Fordítás
- Ez a szócikk részben vagy egészben  a   Truth or Dare (2017 film) című angol Wikipédia-szócikk fordításán alapul.  Az eredeti cikk szerkesztőit annak laptörténete sorolja fel. Ez a jelzés csupán a megfogalmazás eredetét és a szerzői jogokat jelzi, nem szolgál a cikkben szereplő információk forrásmegjelöléseként.